# Марк Валерий Мессала (консул 188 года до н. э.)
Марк Валерий Мессала (лат. Marcus Valerius Messalla; умер после 167 года до н. э.) — римский военачальник и политический деятель из патрицианского рода Валериев, консул 188 года до н. э.

## Происхождение
Марк Валерий принадлежал к одному из самых знатных патрицианских родов Рима. Легендарный прародитель Валериев был сабинянином и переселился в Рим вместе с соправителем Ромула Титом Тацием. Его потомок Публий Валерий Публикола стал одним из основателей Римской республики и консулом в первый год её существования, и в дальнейшем Валерии регулярно появлялись в Капитолийских фастах.
Отцом Марка Валерия был Марк Валерий Максим Мессала, консул 226 года до н. э.; дедом — Маний Валерий Максим Корвин Мессала, консул 263 года до н. э. Последний получил почётное прозвание Мессала, ставшее когноменом для его потомков, за свои победы в Первой Пунической войне.

## Биография
Политическая карьера Марка Валерия началась с должности курульного эдила, которую он занимал предположительно в 195 году до н. э. — вместе с Луцием Корнелием Сципионом (впоследствии Азиатским). В 193 году до н. э. Мессала был претором (снова вместе с Луцием Сципионом); ему выпало заниматься тяжбами между римскими гражданами и иноземцами.
В 190 году до н. э. Марк Валерий выдвинул свою кандидатуру в консулы, но столкнулся в ходе избирательной кампании с Гнеем Манлием Вульсоном и Марком Эмилием Лепидом. В этой схватке, по словам Ливия, Мессала «вообще не мог ни на что рассчитывать». Из всех кандидатов необходимое количество голосов набрал только плебей Марк Фульвий Нобилиор, который на следующий день после выборов объявил своим коллегой Вульсона. Годом позже Марк Валерий опять стал соискателем консулата и соперником Марка Эмилия Лепида и на этот раз выиграл. Ему помогла вражда, существовавшая между Лепидом и Нобилиором.
Коллегой Мессалы стал плебей Гай Ливий Салинатор. Марку Валерию выпало командовать в Лигурии, но он не одержал в своей провинции каких-либо побед и в конце года вернулся в Рим, чтобы провести очередные выборы магистратов. В следующий раз Мессала появляется в источниках в 181 году до н. э. как легат в армии Луция Эмилия Павла, воевавшей с лигурами. В 174 году до н. э. он был в составе посольства, направленного в Македонию из-за появившейся информации о союзе царя Персея с Карфагеном; его товарищами по этой миссии стали Гай Лелий и Секст Дигитий. В 172 году до н. э. Мессала был избран децемвиром для совершения священнодействий вместо умершего Луция Эмилия Папа.
Дату смерти Марка Валерия источники не называют. Предположительно Мессала умер после 167 года до н. э.

## Потомки
У Марка Валерия был сын того же имени, консул 161 года до н. э.